# Odacidae
Odacidae – rodzina morskich ryb okoniokształtnych.
Występowanie: wybrzeża Australii i Nowej Zelandii.

## Cechy charakterystyczne
- zrośnięte przednie zęby i układ szczęk przypominający dziób papugi
- linia boczna pełna z 30-87 łuskami
- płetwa grzbietowa pojedyncza, długa, rozpięta na promieniach ciernistych (14-23) i miękkich
- płetwa brzuszna z jednym promieniem twardym i czterema miękkimi
- łuski zwykle małe do średnich

## Klasyfikacja
Rodzaje zaliczane do tej rodziny:
Haletta — Heteroscarus  — Neoodax — Odax — Olisthops  — Siphonognathus